# Фагрелль, Арвид
Арвид Фагрелль (швед. Arvid Fagrell; Пустой шаблон {{ВД-Преамбула}} ) — шведский футболист, нападающий. Выступал за национальную сборную Швеции. Участник Олимпийских игр 1908 года.

## Биография
На клубном уровне выступал за «Гётеборг», в котором дебютировал в 1904 году в 16-летнем возрасте. В 1907 году был отстранён от игр на один год в связи с неявкой на матч сборной Гётеборга против «Эргрюте», однако позднее дисквалификация была отменена Шведским футбольным союзом.
В январе 1908 года закончил обучение и устроился бухгалтером на стекольном заводе в Вермланде, но продолжил выступление за «Гётеборг». В составе клуба в 1908 году стал чемпионом Швеции.
В октябре 1908 года был в составе сборной Швеции на Олимпийских играх 1908 года. На турнире принял участие в одной встрече с Нидерландами, завершившейся поражением шведов со счётом 0:2.
Из поездки на Олимпиаду привёз из Лондона несколько клюшек для игры в хоккей на траве, благодаря чему в Вермланде зародился этот вид спорта, а также хоккей на льду в зимнее время. Также после Олимпиады «Гётеборг» предложил Фагреллю работу в структуре клуба, из-за чего он уволился со стекольного завода. В 1910 году вместе с командой стал второй раз чемпионом страны, но в финальной встрече участия не принимал. Выступал за «Гётеборг» до 1913 года.
После завершения карьеры футболиста занимался теннисом, выступал в национальных турнирах по этому виду спорта. Также работал судьёй на футбольных матчах в Швеции.
Несколько лет провёл в Германии, где встретил свою жену Надежду Тимм. В 1915 году вернулся в Швецию, где присоединился к «Эргрюте», но от матчей против «Гётеборга» отказывался.
В общей сложности провёл за сборную Швеции два матча.
Умер в Гётеборге 6 декабря 1932 года.

## Достижения
Гётеборг
- Чемпион Швеции: 1908, 1910